# Osiris de Oliveira Correia
Osiris de Oliveira Correia (* 21. September 1917 in Rio de Janeiro) ist ein ehemaliger brasilianischer Diplomat.

## Leben
Correia absolvierte 1947 den Cursos de Prática Diplomática Diplomado des Rio Branco-Institutes und legte die Studie História Diplomática do Brasil e de Italiano vor.
Vom 2. September 1948 bis 25. Juni 1951 wurde er dann als Geschäftsträger in San José, Costa Rica  eingesetzt und übernahm bereits 1950 bis 1954 auch die Stelle als Vizekonsul in Miami.
Es folgte 1956 eine Versetzung zunächst bis 1959 an das Konsulat in New Orleans, an dem er zwischenzeitlich von 1957 bis 1958 auch als Geschäftsträger tätig war. In gleicher Funktion wurde Correia 1962 nach Damaskus und 1966 nach Asunción versetzt. Im Jahr 1971 hatte er eine Exequatur als Generalkonsul in Le Havre und wurde schließlich von 1974 bis 1976 als Botschafter nach Santo Domingo berufen.